# Mariä Himmelfahrt (Rotthalmünster)

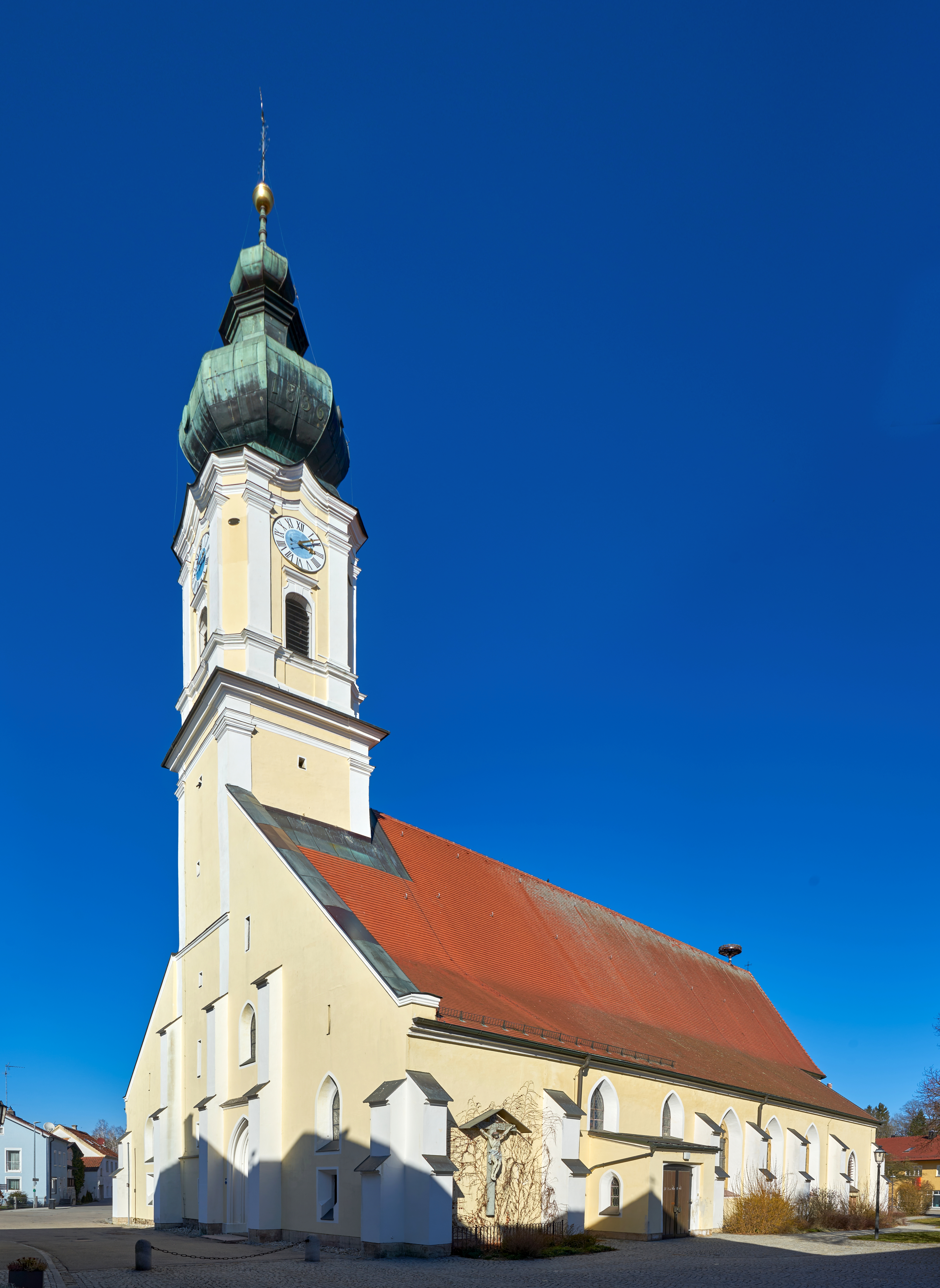
Mariä Himmelfahrt in Rotthalmünster

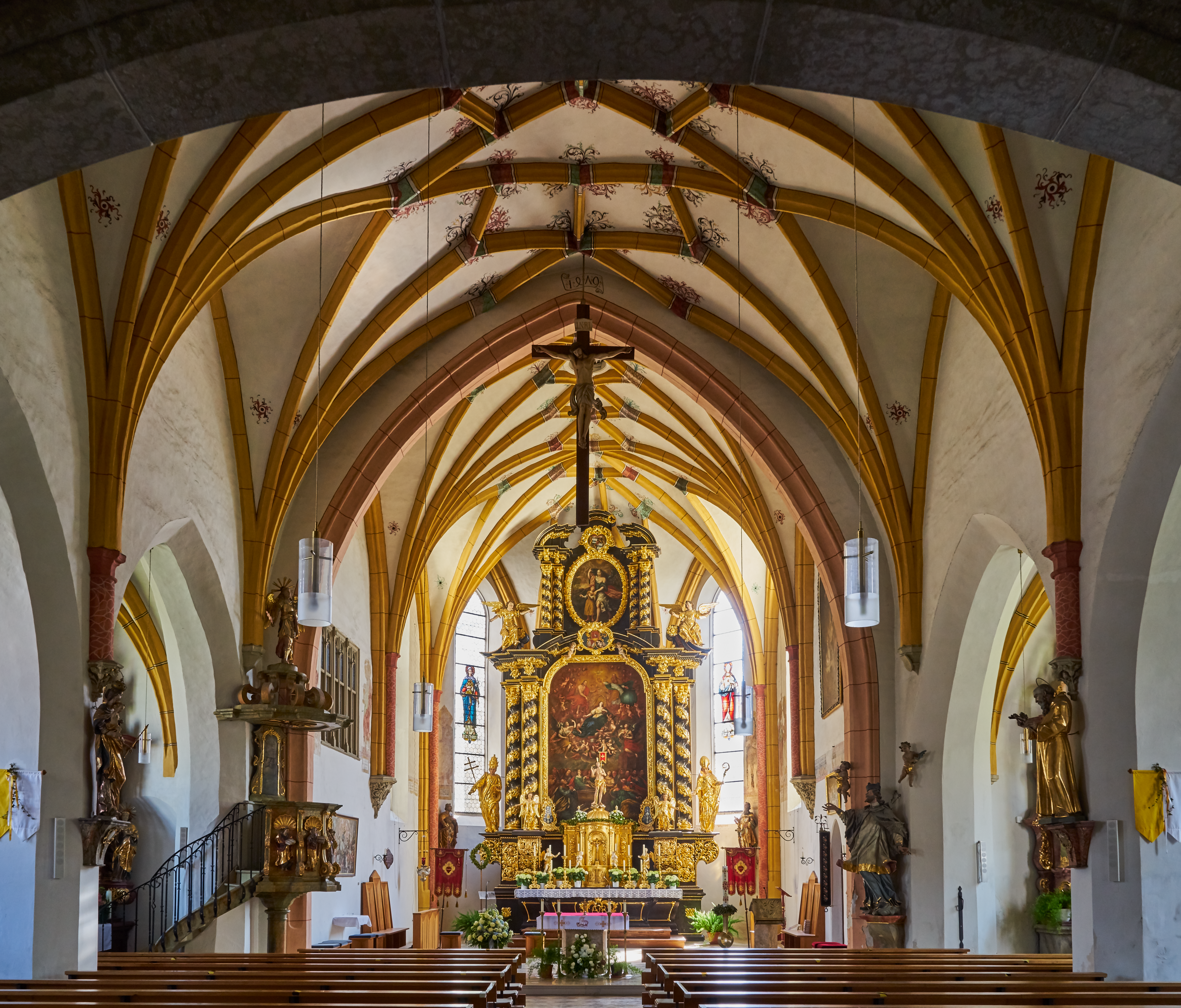
Blick zum Chor

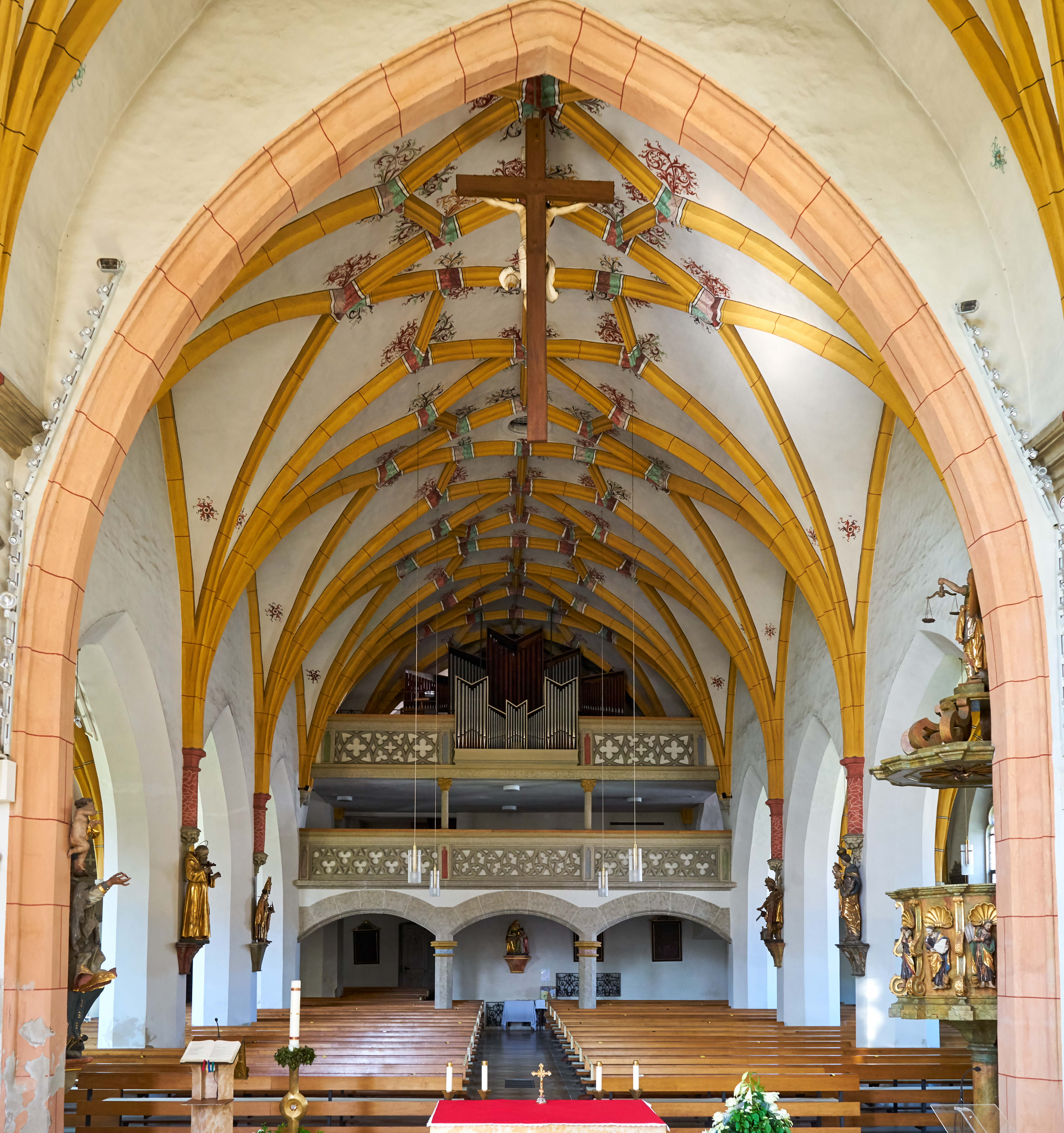
Blick zur Empore

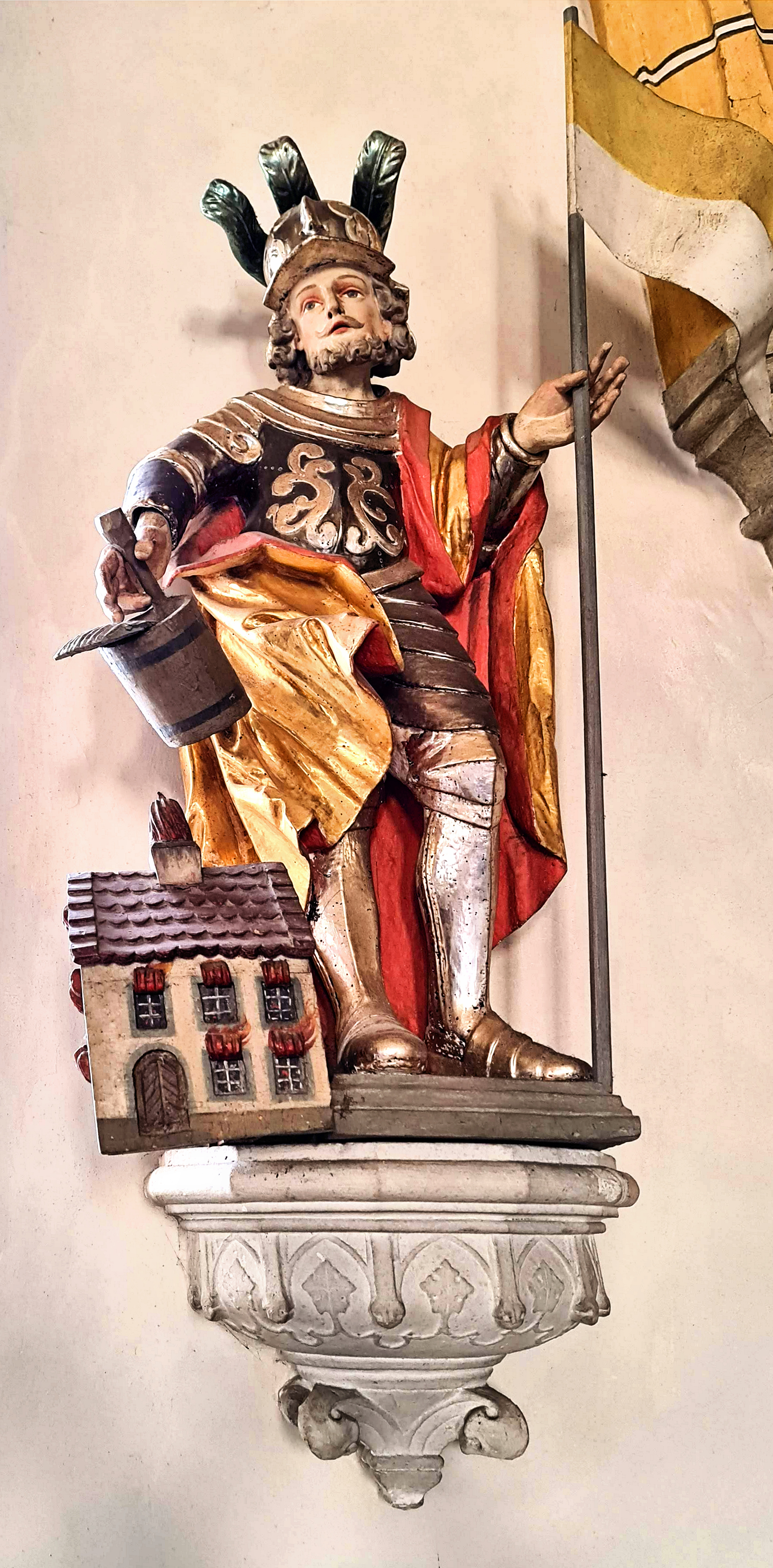
Heiligenfigur St. Florian

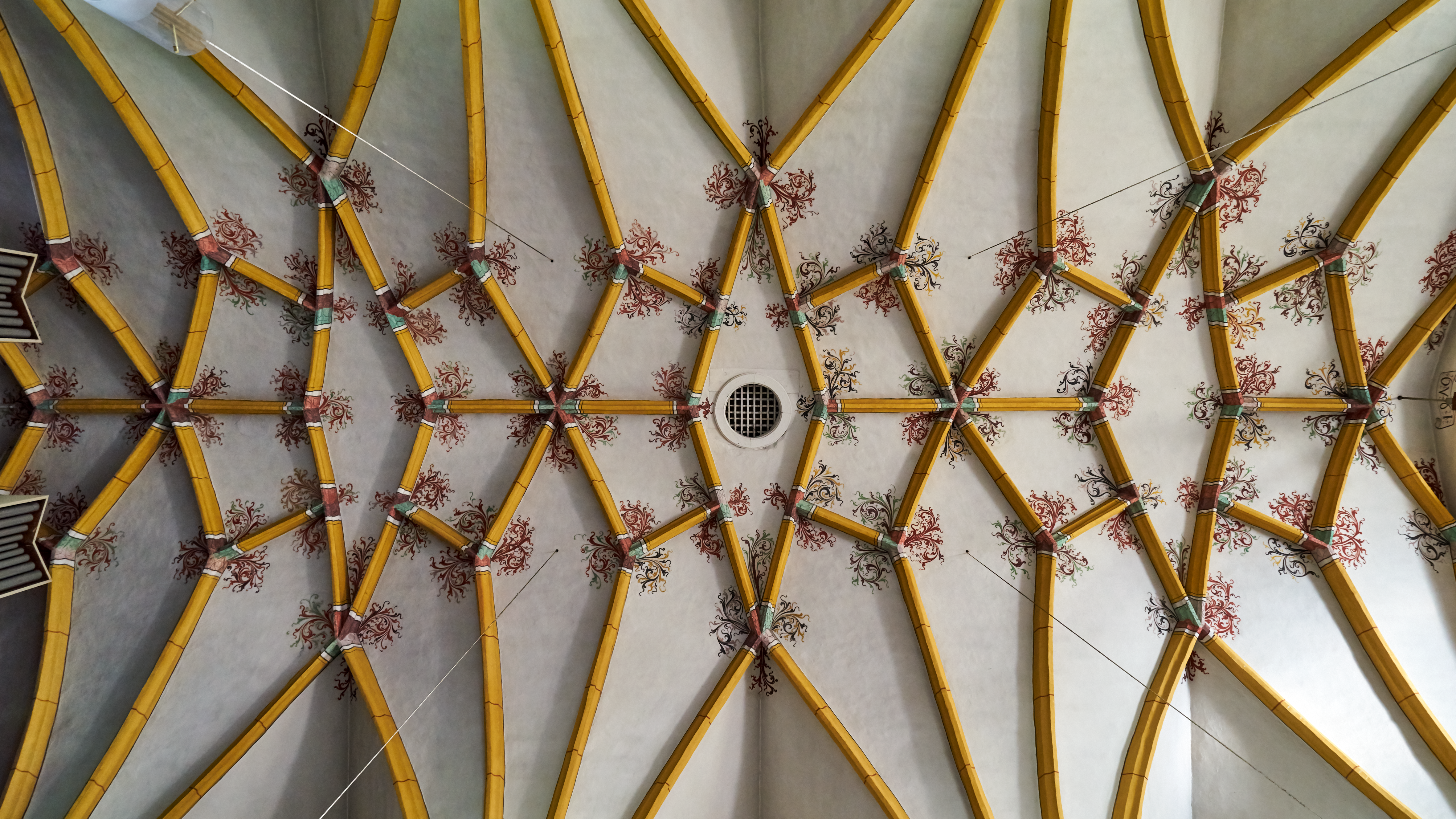
Gewölbe im Langhaus

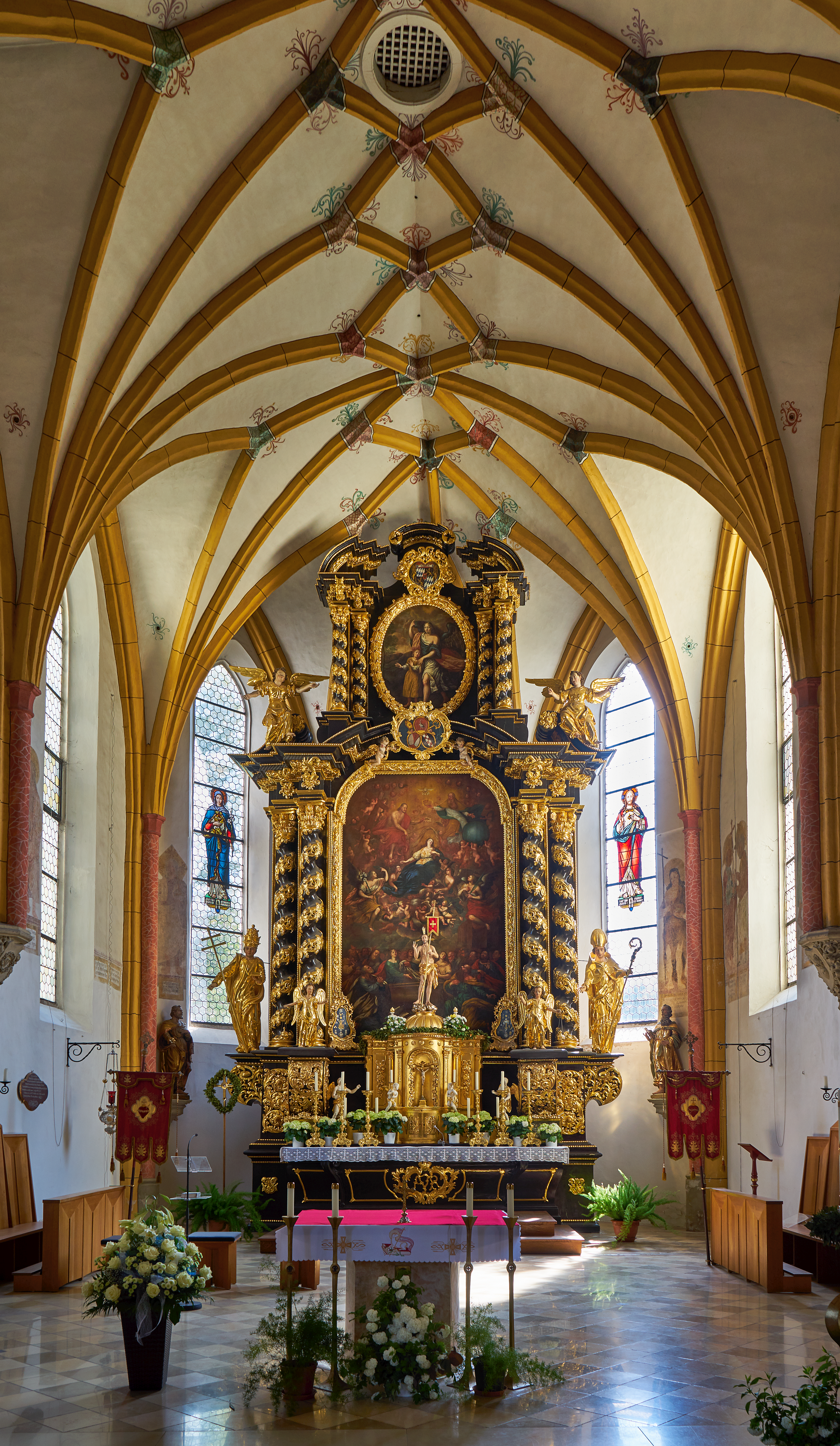
Hochaltar

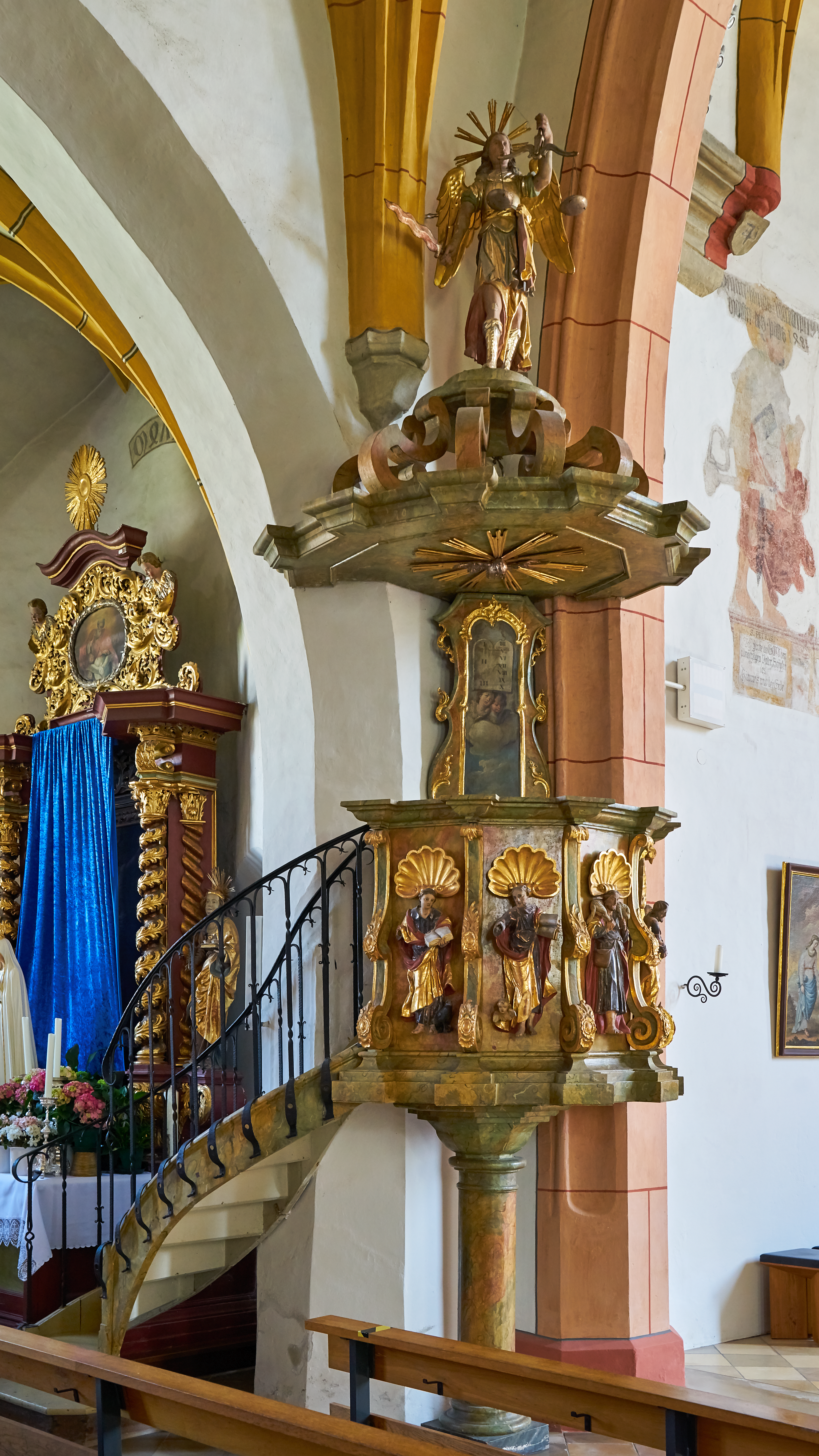
Kanzel

Die römisch-katholische Kirche Mariä Himmelfahrt in der Gemeinde Rotthalmünster im Landkreis Passau ist eine dreischiffige, spätgotische Pfarrkirche der Pfarrei im Dekanat Passau-Süd im Bistum Passau. Die Anlage ist unter der Aktennummer D-2-75-143-12 als Baudenkmal verzeichnet. „Untertägige mittelalterliche und frühneuzeitliche Befunde im Bereich der ehemaligen katholischen Kirche St. Magdalena in Rotthalmünster“ werden zudem als Bodendenkmal unter der Aktennummer D-2-7645-0233 geführt.

## Ortsgeschichte
Rotthalmünster verdankt seine Entstehung dem ältesten Eigenkloster, einem gewissen Monasterium des Benediktinerordens. Das Frauenkloster wurde in den Jahren 730–740 gegründet vom Stifter des Edlen Wilhelm unter Herzog Hugbert (725–736) mit Genehmigung des Herzogs Odilo (736–748), die beide aus der Familie der Agilolfinger stammen. Der Ortsname entstammt dem lateinischen Wort Monasterium (auf Deutsch Münster). Der Name „Marckh Münster im Roth Thal“ wurde später zu Rotthalmünster.

## Baugeschichte
An Stelle der heutigen Kirche entstand in der zweiten Hälfte des 12. Jahrhunderts eine Pfarrkirche, deren romanischer Turmunterbau noch vorhanden ist. 1452 wurde die Kirche bis auf den Turm abgerissen, kurz darauf begann der Bau der heutigen Kirche unter Baumeister Hans Wechselperger aus Burghausen. Die Ausführung des Baus erfolgte unter Pfarrer Ägidius Kräl, dessen Epitaph am Chor angebracht ist. 1733 wurde der Turm durch den Landshuter Hofbaumeister Johann Georg Hirschstetter umgebaut. 1900 wurden die Seitenwände für eine größere Empore durch neugotische Vorhallen verlängert.
Bei Innenrenovierungen in den Jahren 1958 und 1984 wurden mehrere Datierungen aufgedeckt und wiederhergestellt, die teilweise mit dem Stilbefund nicht vereinbar sind: An der Westseite des Chorbogens ist die Jahreszahl 1479, an den Stirnwänden der Seitenschiffe im Norden 1479, im Süden 1453 aufgemalt.

## Architektur
Das Äußere der Kirche ist durch das mächtige Dach gekennzeichnet, das sich als Schleppdach über die Seitenschiffe fortsetzt, welche neugotisch überformt und mit Fenstermaßwerken versehen wurden. Neugotisch ist ebenfalls die Westfassade, die durch die Erweiterung der Seitenschiffe bis zur Flucht des ehemals vorgesetzten Turms entstand. Der Oberbau des Turms zeigt abgeschrägte Ecken und Pilastergliederung und wird durch eine Doppelzwiebelkuppel bekrönt. Am Chor sind mehrere Grabsteine in Rotmarmor angebracht.
Im Innern ist die Kirche als Staffelhalle mit einem Chor in Mittelschiffsbreite ausgebildet. Die niedrigeren Seitenschiffe sind von unterschiedlicher Breite. Die Wirkung des stattlichen Raums wird durch den Emporeneinbau und die Anhebung des Fußbodens beeinträchtigt.
Das vierjochige Langhaus ist auffallend breit proportioniert. Die Achteckpfeiler gehen kämpferlos in die Arkaden über. Kurze Dienststücke nehmen die Rippen auf, deren Konsolen bis auf das östliche Paar neugotisch erneuert wurden. Der zweijochige Chor ist etwas überhöht und endet in einem Dreiachtelschluss.
Der Anschluss des Chores an das Langhaus ist durch Unregelmäßigkeiten gekennzeichnet, die sich aus der Achsverschiebung des Chores gegenüber dem Langhaus ergeben. Ausgerechnet an dieser kritischen Stelle, an der Nordwand des Chores neben dem Chorbogen, ist das Meisterzeichen von Hans Wechselperger angebracht. An der Chornordseite befindet sich ein durch Maßwerkfenster belichtetes Oratorium. Auffallend sind auch die unregelmäßigen Brechungen der Ostwände der Seitenschiffe.
In der Gewölbezone setzen sich die Unregelmäßigkeiten fort. Besonders die wechselnd verzogenen Gewölbefiguren des südlichen Seitenschiffes sind auffällig und werden in der Literatur als absichtliches Vexierspiel interpretiert. Demgegenüber sind die Figuren im Mittelschiff des Langhauses und des Chores sowie im Nordseitenschiff gleichmäßiger ausgebildet und zeigen verschiedene, aber im Raumteil jeweils einheitliche Sternfigurationen.
Ein inschriftlich 1594/1595 datiertes Wandgemälde im Chor zeigt einen Apostelzyklus mit Glaubensbekenntnis.

## Ausstattung
Der schwarz polierte, vergoldete Hochaltar mit einem schlank proportionierten Aufbau aus der Zeit um 1700 mit eng gekuppelten gedrehten Säulen zeigt ein Gemälde der Himmelfahrt Mariens in schwerem, dunklem Kolorit. Neben den Säulen stehen auf Konsolen die Assistenzfiguren der Kirchenväter hl. Gregor und hl. Augustinus.
Das nördliche Retabel aus der gleichen Zeit zeigt beachtliche Seitenfiguren der Heiligen Apollonia und Ottilie von 1520/1530 mit Resten alter Fassung. Das südliche Rokokoretabel mit einem Gemälde von 1767 ist seitlich mit zwei feingearbeiteten Schnitzfiguren der Heiligen Anna selbdritt und Joachim mit erneuerter Fassung ausgestattet, die mit hoher Wahrscheinlichkeit von Wenzel Jorhan aus Griesbach aus der Zeit um 1740 stammen. Auf dem Altar steht eine geschnitzte Pietà von der Wende des 16./17. Jahrhunderts mit ebenfalls erneuerter Fassung, die vermutlich eine Nachbildung einer spätgotischen Gruppe ist.
Eine Schnitzfigur des Heiligen Johann Nepomuk aus der Zeit wird ebenfalls Wenzel Jorhan zugeschrieben. Die lebensgroße Skulptur ist in starker S-Kurve bewegt und zeigt den Heiligen mit seinem Attribut, der abgeschnittenen Zunge. Ein barockes Gemälde, das über der Sakristeitür hängt und das ehemalige Altarbild darstellt, zeigt die Heilige Nacht und stammt offenbar von Johann Caspar Sing aus der Zeit um 1700.
Am Chorbogen ist die neubarocke Kanzel angebracht. Eine Madonna mit Kind (2. Hälfte 17. Jahrhunderts) aus dem Umkreis der Schwanthaler-Werkstatt befindet sich am nordöstlichen Mittelschiffpfeiler. Die Deckengewölbe zieren zarte Rankenwerkmalereien.
An der Brüstung der oberen Empore ist die, von der Passauer Firma Orgelbau Eisenbarth angefertigte, Orgel aus dem Jahr 1962 eingefügt.

## Umgebung

### Kirchenbefestigung
Die ehemalige Kirchenbefestigung ist ähnlich wie in der Wehrkirche Kößlarn ausgebildet und zeigt südwestlich einen erhaltenen Rest der Umwehrung und das sogenannte Portalstöckl. Das Untergeschoss ist spätgotisch, die Tordurchfahrt zweigeschossig gewölbt mit Netzrippengewölbe, Wappenschlusssteinen und Meisterzeichen. Das Obergeschoss ist neugotisch. Die Anlage wird als Bodendenkmal unter der Aktennummer D-2-7645-0234 im Bayernatlas als „untertägige mittelalterliche und frühneuzeitliche Befunde im Bereich der ehemaligen Wasserburg von Rotthalmünster“ geführt.

### Wieskapelle

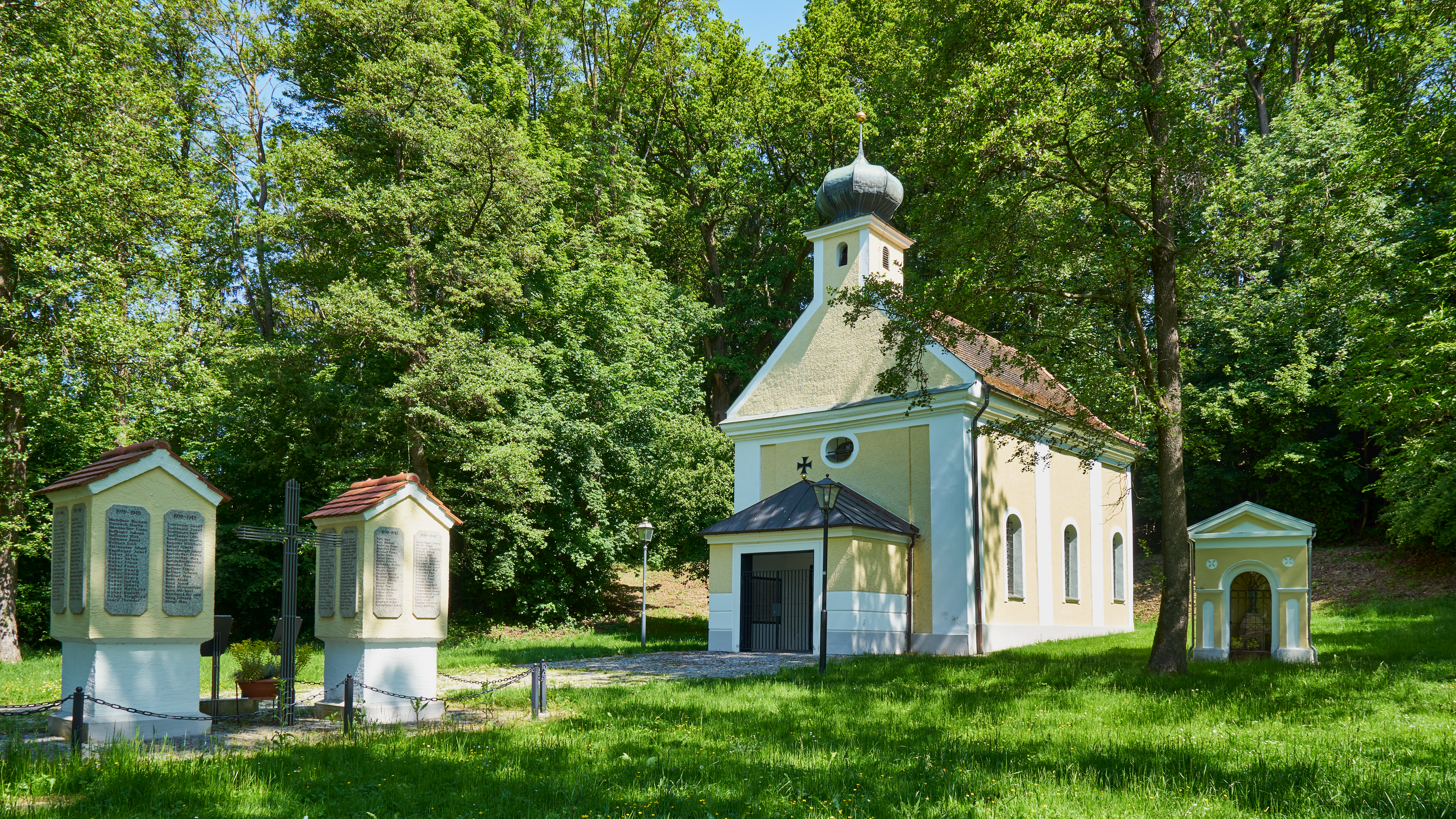
Die Wallfahrtskirche Mater Dolorosa, sogenannte Wieskapelle

Die spätbarocke Nebenkirche hat ihren Ursprung im Dreißigjährigen Krieg, 1644 ließ Pfarrer Paul Reiser sie etwas nördlich der heutigen Wallfahrtskapelle aus Holz zu Ehren der schmerzhaften Muttergottes errichten. In den Jahren 1737–40 wurde die Wieskapelle unter Pfarrer Joachim Häring (1735–46)
an ihren jetzigen Platz unter Mithilfe der Soldaten des Leutnants Alois von Lemmingen a Coulman nach Plänen des Baumeisters Thomas Wöger erbaut. Sie wurde 1836 erweitert und 1920 als Kriegsgedächtnisstätte eingerichtet.
Das Bauwerk ist ein schlichter spätbarocker Saal mit einer Flachdecke über einer Kehle. Der Altar stammt aus der Zeit um 1740. Als Gnadenbild ist eine Pietà aus dem Jahr 1430 mit barockem Corpus Christi aufgestellt. Das Chorgitter wurde 1774 von dem Schlossermeister Johann Georg Gruber aus Schärding angefertigt.

## Zeittafel
| Jahr      | Ereignis                                                                             |
| --------- | ------------------------------------------------------------------------------------ |
| 730 – 740 | Gründung des ersten adeligen Eigenklosters durch den Edlen Wilhelm Herzog von Bayern |
| 12. Jh.   | Errichtung einer romanischen Kirche                                                  |
| 1343      | Patronatsrechtsverleihung an das Kloster Aldersbach durch Kaiser Ludwig IV.          |
| 1452–1481 | Neubau der heutigen spätgotischen Pfarrkirche nach Plänen von Hans Wechselperger     |
| 1733      | Barocke Erhöhung des Kirchturms unter Johann G. Hirschstötter                        |
| 1737–1740 | Bau der Wieskapelle                                                                  |
| 1806      | Erhebung zur selbstständigen Pfarrei                                                 |
| 2000      | Einweihung des neu gestalteten Altarraumes                                           |